# 1266 Tone
1266 Tone је астероид са пречником од приближно 73,34 .
Афел астероида је на удаљености од 3,515 астрономских јединица (АЈ) од Сунца, а перихел на 3,198 АЈ.
Ексцентрицитет орбите износи 0,047, инклинација (нагиб) орбите у односу на раван еклиптике 17,184 степени, а орбитални период износи 2246,701 дана (6,151 година).
Апсолутна магнитуда астероида је 9,41 а геометријски албедо 0,056.
Астероид је откривен 23. јануара 1927. године.